# Ad-Damazin
Ad-Damazin (árabe: الدمازين) é a capital do estadi do Nilo Azul, Sudão.